# Argyruntum
Argyruntum je bio rimski antički grad na čijim je temeljima nastalo današnje naselje Starigrad-Paklenica u Zadarskoj županiji, Hrvatska. Opisao ga je Plinije Stariji u djelu Naturalis historia kao oppidum (grad čiji su stanovnici stekli rimsko građansko pravo).
Na području nekadašnjeg antičkog grada Argyruntuma pronađeno je čak 146 posuda različitih oblika (zdjelice, čaše, boce). Danas se ta zbirka čuva u Arheološkom muzeju grada Zadra te u Muzeju antičkog stakla u Zadru.